# Fischia il vento (programma televisivo)
Fischia il Vento era un programma televisivo italiano coprodotto da La Repubblica e La Effe, condotto dal giornalista Gad Lerner,in onda il mercoledì alle 21:00 in contemporanea su La Effe (canale 50 del digitale terrestre e 139 di Sky Italia) e, online, su Repubblica.it tra il 2014 e il 2015.
Il programma proponeva inchieste, interviste e reportage di attualità e si articolava in una serie di reportages 'on the road' alla scoperta delle storie, dei fatti di cronaca e dei grandi temi che raccontavano il cambiamento dell'Italia.